# Szczecin Golęcino
Szczecin Golęcino – przystanek kolejowy położony przy ul. Świętojańskiej, kilka metrów za przejazdem kolejowo-drogowym, na osiedlu Golęcino. Znajduje się na nieczynnej dla ruchu pasażerskiego linii do Trzebieży.

## Informacje ogólne
Przystanek położony nieopodal szpitala onkologicznego i zajezdni tramwajowej Golęcin. Krótko po wojnie nosiła nazwę Golęcino Szczecińskie. Najbliższy przystanek ZDiTM to „Świętojańska”.

## Plany na przyszłość
W związku z planowanym uruchomieniem Szczecińskiej Kolei Metropolitalnej przeprowadzona ma zostać modernizacja przystanku obejmująca swoim zakresem remont peronów i budowę wiaty, a także utworzenie parkingu dla samochodów i rowerów.